# Cybister
Cybister is een geslacht van kevers uit de familie  waterroofkevers (Dytiscidae).
Het geslacht is voor het eerst wetenschappelijk beschreven in 1827 door Curtis.

## Soorten
Het geslacht omvat de volgende soorten:
- Cybister agassizi Heer, 1862
- Cybister alemon Guignot, 1948
- Cybister alluaudi Guignot, 1936
- Cybister atavus Heer, 1862
- Cybister aterrimus Régimbart, 1899
- Cybister basilewskyi Guignot, 1950
- Cybister bellicosus Guignot, 1947
- Cybister bengalensis Aubé, 1838
- Cybister bimaculatus Aubé, 1838
- Cybister blotei Guignot, 1936
- Cybister brevis Aubé, 1838
- Cybister buqueti Aubé, 1838
- Cybister burgeoni Guignot, 1947
- Cybister cardoni Severin, 1890
- Cybister cavicollis Sharp, 1887
- Cybister celebensis Sharp, 1882
- Cybister cephalotes Sharp, 1882
- Cybister chinensis Motschulsky, 1854
- Cybister cinctus Sharp, 1882
- Cybister cognatus Sharp, 1882
- Cybister concessor Guignot, 1947
- Cybister confusus Sharp, 1882
- Cybister convexus Sharp, 1882
- Cybister crassipes Sharp, 1882
- Cybister crassiusculus Régimbart, 1895
- Cybister dehaanii Aubé, 1838
- Cybister dejeanii Aubé, 1838
- Cybister desjardinsii Aubé, 1838
- Cybister dissentiens Mouchamps, 1957
- Cybister distinctus Régimbart, 1878
- Cybister dytiscoides Sharp, 1882
- Cybister ellipticus LeConte, 1852
- Cybister ertli Zimmermann, 1917
- Cybister explanatus LeConte, 1852
- Cybister extenuans (Walker, 1858)
- Cybister favareli Guignot, 1936
- Cybister feraudi Guignot, 1934
- Cybister festae Griffini, 1895
- Cybister fimbriolatus (Say, 1823)
- Cybister flavocinctus Aubé, 1838
- Cybister fractus Riha, 1974
- Cybister fumatus Sharp, 1882
- Cybister fusculus Zimmermann, 1919
- Cybister godeffroyi (Wehncke, 1876)
- Cybister gracilis Sharp, 1882
- Cybister griphodes Guignot, 1942
- Cybister gschwendtneri Guignot, 1935
- Cybister guerini Aubé, 1838
- Cybister guignoti Gschwendtner, 1936
- Cybister hypomelas Régimbart, 1892
- Cybister imperfectus Riha, 1974
- Cybister insignis Sharp, 1882
- Cybister irritans (Dohrn, 1875)
- Cybister janczyki Mouchamps, 1957
- Cybister javanus Aubé, 1838
- Cybister kansou Feng, 1936
- Cybister laevis Falkenström, 1936
- Cybister lateralimarginalis (De Geer, 1774)
- Cybister lewisianus Sharp, 1873
- Cybister limbatus (Fabricius, 1775)
- Cybister longulus Gschwendtner, 1932
- Cybister loxidiscus Wilke, 1920
- Cybister lynceus J.Balfour-Browne, 1950
- Cybister mancus Riha, 1974
- Cybister marginicollis Boheman, 1848
- Cybister mesomelas Guignot, 1942
- Cybister mocquerysi Régimbart, 1895
- Cybister modestus Sharp, 1882
- Cybister natalensis (Wehncke, 1876)
- Cybister nebulosus Gschwendtner, 1931
- Cybister nigrescens Gschwendtner, 1933
- Cybister nigripes Wehncke, 1876
- Cybister occidentalis Aubé, 1838
- Cybister operosus Sharp, 1882
- Cybister owas Laporte, 1835
- Cybister papuanus Guignot, 1956
- Cybister parvus Trémouilles, 1984
- Cybister pectoralis Sharp, 1882
- Cybister pederzanii Rocchi, 1979
- Cybister pinguis Régimbart, 1895
- Cybister posticus Aubé, 1838
- Cybister procax Guignot, 1947
- Cybister prolixus Sharp, 1882
- Cybister puncticollis (Brullé, 1837)
- Cybister reichei Aubé, 1838
- Cybister rotundatus Riha, 1974
- Cybister rugosus (W.S.Macleay, 1825)
- Cybister rugulosus (Redtenbacher, 1844)
- Cybister schoutedeni Gschwendtner, 1932
- Cybister semiaciculatus Schaufuss, 1887
- Cybister semirugosus Harold, 1878
- Cybister senegalensis Aubé, 1838
- Cybister siamensis Sharp, 1882
- Cybister smaragdinus Régimbart, 1895
- Cybister straeleni Guignot, 1952
- Cybister sugillatus Erichson, 1834
- Cybister sumatrensis Régimbart, 1883
- Cybister szechwanensis Falkenström, 1936
- Cybister thermolytes Guignot, 1947
- Cybister tibialis Sharp, 1882
- Cybister tripunctatus (Olivier, 1795)
- Cybister ventralis Sharp, 1882
- Cybister vicinus Zimmermann, 1917
- Cybister vulneratus Klug, 1834
- Cybister weckwerthi Hendrich, 1997
- Cybister wittmeri Brancucci, 1979
- Cybister yulensis Guignot, 1956
- Cybister zimmermanni Mouchamps, 1957